# (161384) 2003 UK25
(161384) 2003 UK25 — астероїд головного поясу, відкритий 24 жовтня 2003 року.
Тіссеранів параметр щодо Юпітера — 3,350.